# Werner Mölders
Werner Mölders (18. marts 1913 – 22. november 1941) var pilot i Luftwaffe under 2. verdenskrig og en af de ledende tyske jagerpiloter under den spanske borgerkrig. 
Mölders var den første pilot i historien som nedskød 100 fjendtlige fly. Han blev højt dekoreret for sin indsats i luftvåbnet og blev i en alder af 28 år forfremmet til oberst. Han omkom på vej til Ernst Udets begravelse i Berlin, da flyet han var passager i, en Heinkel He 111, styrtede ned under et kraftigt tordenvejr i Breslau.
Oberst Mölders grav ligger side om side med Ernst Udet på Invalidenfriedhof i Berlin.

## Ekstern henvisning
- Wikimedia Commons har flere filer relateret til Werner Mölders

| Militære embeder                                 | Militære embeder                                              | Militære embeder                              |
| ------------------------------------------------ | ------------------------------------------------------------- | --------------------------------------------- |
| Foregående: Oberst Theo Osterkamp                | Kommandør for Jagdgeschwader 51 27. juli 1940 - 19. juli 1941 | Efterfølgende: Oberstløjtnant Friedrich Beckh |
| Foregående: Generalmajor Kurt-Bertram von Döring | Inspekteur der Jagdflieger 7. august 1941 - 22. november 1941 | Efterfølgende: Generalløjtnant Adolf Galland  |